# رباط ترایتز
رباط ترایتز یا لیگامان ترایتز (به انگلیسی: ligament of Treitz) که ماهیچه معلق دوازدهه نیز نامیده می‌شود بافتی است در بدن.
رباط ترایتز بافتی است که دوازدهه (اثنی‌عشر) را به دیافراگم پیوند می‌دهد.
این رباط نوار پهنی از تارهای ماهیچه‌ای صاف است که از پای راست دیافراگم منشاء می‌گیرند و در ادامه با پوشش ماهیچه‌ای روده دوازدهه در محل اتصال آن با تهی‌روده (ژژونوم) پیوند می‌شوند.
در اول دوازدهه، حباب دوازدهه‌ قرار دارد و در انتهای آن رباط ترایتز.
نام این رباط از نام آسیب‌شناس اهل جمهوری چک، واکلاو ترایتز گرفته شده‌است.

## آسیب‌شناسی
نگاه به محل قرارگیری رباط ترایتز علامت خوبی برای تشخیص وجود یا عدم وجود چرخش ناهنجار روده است.
چرخش ناهنجار روده یکی ز مواردی است که در کودکانی که استفراغ مکرر دارند حدس زده می‌شود. قرارگیری عادی رباط ترایتز در جای خود که در تصویرهای رادیولوژی دیده می‌شود نشانهٔ خوبی برای عدم وجود چرخش ناهنجار روده‌است.
اگر قرارگیری رباط ترایتز بالاتر از جای عادی خود باشد معمولاً نشانگر وجود سندرمی به نام نشانگان سرخ‌رگ روده‌بندی بالایی است.
البته تشخیص آن با سی‌تی اسکن دشوار است.